# Physalia
Physalia – rodzaj rurkopławów z rodziny Physaliidae. 

## Systematyka
Obecnie wyróżnia się cztery gatunki należące do rodzaju:
- Physalia physialis Linnaeus, 1758 – żeglarz portugalski, długo uznawany błędnie za jedynego przedstawiciela rodzaju – Physalia.
- Physalia utriculus Gmelin, 1788
- Physalia megalista Leuseur i Petit, 1807
- Physalia minuta Church i Dunn, 2025

Na przełomie XVIII. i XIX. wieku pojawiło się ponad 50 opisów przedstawicieli – Physalia. Wszystkie ostatecznie uznano za synonimiczne dla P. physialis. Pogląd ten zrewidowało opublikowane w 2025 roku badanie oparte na analizie ponad 4 tysięcy zdjęć wykonanych przez użytkowników platformy – iNaturalist oraz sekwencjonowaniu DNA 151 kolonii.